# Иван Бровкин на целине
«Ива́н Бро́вкин на целине́» — советский художественный полнометражный цветной фильм, снятый режиссёром Иваном Лукинским на киностудии имени М. Горького в 1958 году. Этот фильм является продолжением фильма «Солдат Иван Бровкин». Премьера фильма в прокате состоялась 23 января 1959 года. Съёмки фильма производились на целинных землях Оренбургской области в совхозе «Комсомольский», как указано в титрах, и в этой же местности по сюжету происходит действия фильма.

## Сюжет
Иван Бровкин заканчивает службу в армии в звании сержанта и вместе с группой товарищей после демобилизации решает ехать на освоение целины. Он приезжает в родной колхоз и встречает там прохладный приём: председатель колхоза Тимофей Кондратьевич, невеста Любаша и мать — все считают его изменником. Намечавшаяся свадьба отменяется, и Бровкин уезжает на целину в совхоз «Комсомольский». Компанию Ивану составляют буфетчица Полина, девушка Захара Силыча, и Николай Бухвалов с женой Верой и ребёнком.
Бровкин приезжает на целину в пору распашки земель. Он вливается в коллектив под руководством жёсткого, но справедливого директора Сергея Владимировича Барабанова. За трудовыми буднями проходит зима. В письмах домой пишет о том, что всё у него хорошо. Вести о том, как живёт Иван, распространяются по деревне. Любаша всерьёз подумывает о том, чтобы сбежать из дома на целину.
Весной Бровкина уже назначают бригадиром тракторной бригады.
Подходит время сбора урожая. Бровкин же подумывает уехать назад, в родной колхоз, так как он скучает по своей Любаше. Директор совхоза знает это и, желая закрепить ценного работника, настоятельно рекомендует строить ему дом. И вот, наконец, к Бровкину прилетает мать, чтобы узнать подробности его новой жизни. Узнав об этом, директор инструктирует водителя имитировать поломку двигателя по пути Бровкина с аэродрома в совхоз, а сам организует на субботнике сверхбыструю постройку дома для совхозного бригадира.
Захар Силыч приезжает в совхоз, чтобы забрать домой свою невесту Полину, ставшую на целине заведующей столовой. Но, увидев благоприятную обстановку в совхозе, решает остаться на целине. Захар становится шофёром грузовика, и вскоре они с Полиной играют свадьбу.
Юрис Лейманис, работавший до приезда на целину закройщиком в Риге, по предложению Вани организовывает в совхозе ателье, чтобы целинники смогли модно одеться.
Передовика производства Ивана Бровкина награждают орденом Трудового Красного Знамени, Полину — орденом «Знак Почёта», а директора совхоза Барабанова — орденом Ленина.
После уборочной Захар Силыч с супругой и Иван Бровкин приезжают на короткое время в родную деревню. В этот раз односельчане принимают Бровкина как настоящего героя. Иван мирится с Любашей и женится на ней; вместе они, счастливые, уезжают на целину.

## В ролях
| Актёр                | Роль |
| -------------------- | --- |
| Леонид Харитонов     | отставной сержант, целинник, бригадир трактористов на целине Иван Романович Бровкин                                |
| Татьяна Пельтцер     | мать Ивана Евдокия Макаровна Бровкина                                                                              |
| Сергей Блинников     | председатель колхоза Тимофей Кондратьевич Коротеев                                                                 |
| Анна Коломийцева     | жена Тимофея Кондратьевича Елизавета Никитична Коротеева                                                           |
| Дая Смирнова         | невеста (в конце — жена) Бровкина, дочь Коротеевых Любаша                                                          |
| Михаил Пуговкин      | лучший друг Бровкина, отставной моряк торгового флота, шофёр грузовика на целине Захар Силыч Пёрышкин              |
| Вера Орлова          | невеста (позже - жена) Пёрышкина, буфетчица, заведующая столовой совхоза Полина Кузьминична Пёрышкина (Гребешкова) |
| Константин Синицын   | директор целинного совхоза Сергей Владимирович Барабанов                                                           |
| Танат Жайлибеков     | друг Бровкина, отставной сержант, целинник, тракторист Мухтар Абаев                                                |
| Софья Зайкова        | врач, возлюбленная Мухтара Ирина Николаевна                                                                        |
| Евгений Шутов        | бухгалтер колхоза Аполлинарий Петрович Самохвалов                                                                  |
| Марина Гаврилко      | мать Тони, соседка Бровкиных Акулина                                                                               |
| Клавдия Козлёнкова   | подруга Любаши Тоня                                                                                                |
| Юрис Леяскалнс       | друг Бровкина, тракторист, руководитель ателье на целине (в титрах Ю. Ликумс) Юрис Лейманис                        |
| Валентин Грачёв      | член бригады Николай Бухвалов                                                                                      |
| Антонина Колиниченко | жена Николая Вера Бухвалова                                                                                        |
| Борис Толмазов       | командир батареи, майор Николай Петрович                                                                           |

## Съёмочная группа
Основа съёмочной группы:
- автор сценария — Георгий Мдивани,
- режиссёр — Иван Лукинский,
- операторы — Валерий Гинзбург и Лев Рагозин,
- художник — Людмила Блатова
- художник по костюмам — Ирина Захарова
- композитор — Анатолий Лепин.